# دونژی اورهوواس
دونژی اورهوواس (به لاتین: Donji Orahovac) یک منطقهٔ مسکونی در مونته‌نگرو است که در کوتور واقع شده‌است. دونژی اورهوواس ۲۹۸ نفر جمعیت دارد.